# قرص بين الفقرات
يقع القرص بين الفقرات أو القُرْصُ البَيْنَفِقْرِيُّ او الطبق (بالإنجليزية: Intervertebral disc) (أو الغضاريف بين الفقرات) المتجاورة في العمود الفقريّ. كل قرص يشكل مفصل غضروفي ليفي (الارتفاق)، ليسمح بالحركات البسيطة للفقرات، ويعمل كرباط ليحمل الفقرات ببعضها البعض. ويساعد على امتصاص الصدمات في العمود الفقري. تتواجد هذه الأقراص بين أجسام الفقرات لامتصاص الصدمة الناتجة عن جميع الحركات التي تحدث بين الفقرات، حيث تعمل كوسادة لامتصاص الصدمة والشدة الناتجة عن جميع الحركات التي تحدث بين الفقرات أو التي يتعرض لها العمود الفقري كرد الفعل على الأقدام الحاصل من الاصطدام الشديد مع سطح الأرض في حالة القفز، علاوة على ذلك تقوم بربط ومسك أسطح الفقرات سوية. إن كل قرص يتكون من حافة دائرية خارجية من النسيج الليفي الغضروفي يسمى حلقة ليفية (باللاتينية: Annulus Fibrosus) يحيط بمركز من كتلة لبية مطاطية تسمى النوى اللبية (باللاتينية: Nucleus Pulposus) وهذه الكتلة المركزية متحركة ويمكن دفعها للأمام أو للخلف تبعاً للضغط المسلط عليها من الأعلى أو الأسفل من جراء أجسام الفقرات.تتصل هذه الأقراص بالسطح العلوي والسفلي لأجسام الفقرات بواسطة طبقة رقيقة من الغضاريف الزجاجية.
إن مرونة المركز اللبي ومطاطية الحافة الدائرية الخارجية للنسيج الليفي الغضروفي يعطي للعمود الفقري مطاطية وحماية وخاصة عند نقاط الضغط الرئيسية. هذه الأقراص قد تزاح حيث أن الحلقة الليفية (النسيج الليفي الغضروفي الخارجي) قد تتمزق فيتحرك النوى اللبي (المركز) للخلف أو للجانب بإتجاه التمزق ضاغطاً على جذور الأعصاب ويكثر غالباً حدوث هذا في المنطقة القطنية مما يسبب ألماً حاداً في الظهر يهبط إلى الفخذ عند ضغط كتلة النوى اللبي على الأعصاب الحسية عند اتصالها بالحبل الشوكي. لذا فإن القرص بين الفقرات لا يزاح بكامله بل بمركزه (النوى اللبي) الذي يبرز بين الفقرات. وتبدأ الغضاريف الزجاجية التي تربط القرص بين الفقرات بالسطح العلوي والسفلي لجسم الفقرة بالضمور عند المسنّين فيزاح النوى اللبي إما إلى الأعلى أو الأسفل بداخل جسم الفقرة.

## بنيته

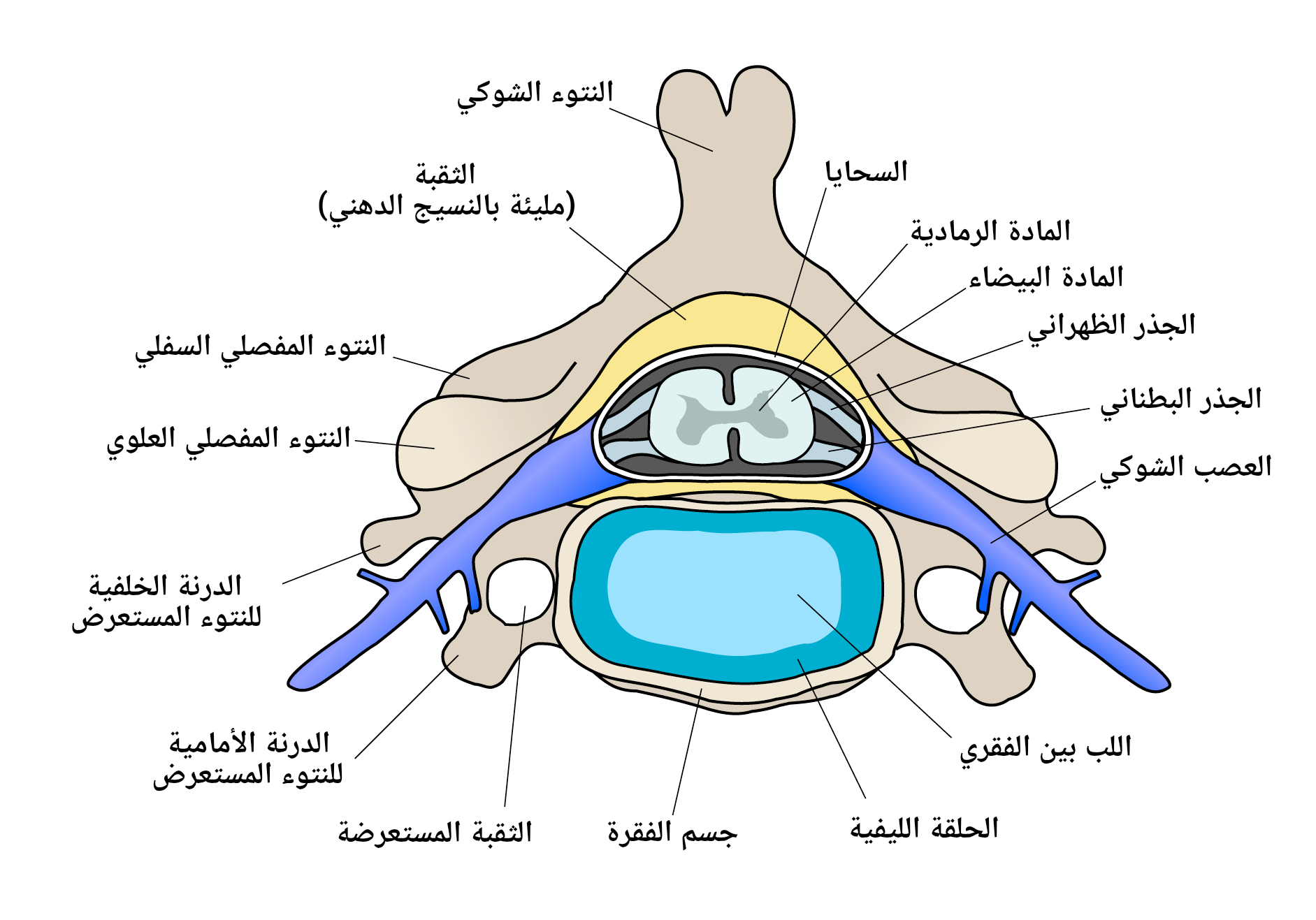
فقرات الرقبة مع القرص بين الفقرات.

تتكون الأقراص من حزام ليفي خارجي، والحلقة الليفية للقرص بين الفقرتين تحيط بالمركز الهلامي الداخلي، والنواة اللبية. وتتكون الحلقات الليفية من طبقات عديدة (صفيحة) من الغضاريف الليفية والمكونة للنوع الأول والنوع الثاني من الكولاجين حيث يتركز النوع الأول نحو حافة الطوق وهو الذي يعطي قوة أقوى فهي صفيحة قاسية يمكن أن تقاوم القوى الضاغطة.
القرص الليفي بين الفقرات يحتوي على النواة اللبيّة التي تساعد على توزيع الضغط بالتساوي على القرص. وهذا يمنع تطور تراكيز الإجهاد والتي من الممكن أن تسبب تلف للفقرات السفلية أو لصفائحها اللانهائية. وتحتوي النواة اللبية على الألياف الفضفاضة والمعلقة في هلام البروتين المخاطي، وتعمل في القرص كماصة للصدمات، فتمتص الآثار المترتبة على حركة الجسم وتبقي الفقرتين منفصلتين. وهي تعتبر من بقايا الحبل الظهري.
يوجد قرص واحد بين كل فقرتين باستثناء أول فقرة في الرقبة مما يلي الرأس وتُسمّى: الفهقة (أو أطلس). الفهقة هي عبارة عن حلقة مخروطية الشكل تقريباً حول فقرة المحور (الفقرة الثانية للرقبة). تعمل فقرة المحور كوظيفة لتساعد الفهقة في التناوب وتسمح للرقبة بالحركة.
لدى الإنسان 23 قرصاً في العامود الفقري:
- 6 أقراص منها بالرقبة (المنطقة العنقية).
- و 12 قرصاً في منتصف الظهر (المنطقة الصدرية).
- و 5 منها في أسفل الظهر (المنطقة القطنية) مثل: القرص الموجود بين الفقرة الخامسة والسادسة والمعروف ب"C5-6".

### تطورها
تحتوي الأقراص الفقرية أثناء بدايتها وتطورها على أوعية مجهزة بصفائح غضروفية لانهائية وحلقات ليفية. تتميز عند البالغين الأصحاء بأنها سريعة التنظيف ولا تخلف ورائها أي امدادات للدم.

### السماكة
يختلف سُمك الأقراص بين الفقرية في مختلف مناطق العمود الفقري لذا فإن المنطقة القطنية التي تحمل وزن الجسم تكون الأقراص فيها قوية وسميكة بمقارنتها بأقراص المنطقة العنقية وبالنظر لأن هذه الأقراص أكثر سمكاً في حافتها الأمامية عن الحافة الخلفية في المنقطة العنقية والقطنية، لذا تعطي هذا التحدب للأمام في هذه المناطق، ويمثل ارتفاع الاقراص الغضروفية ثلث ارتفاع العمود الفقري.

## وظيفتها
يعمل القرص بين الفقرات ليفصل الفقرات من بعضها البعض ويجهز سطحها لامتصاص الصدمات الهلامية للنواه اللبية وتعمل النواة اللبية للقرص، لتمنع الضغط الهيدروليكي من جميع الجهات، حيث أن كل قرص بين الفقرات يكون تحت الاحمال الضغطية. وتتكون النواة اللبية من فجوة عصارية كبيرة في خلايا الحبل الظهري، وخلايا صغيره تشبه الخلية الغضروفية، والياف الكولاجين، والاغريكان، وبروتيوغليكان التي تتكدس بربط حمض الهيالورنيك. وعندما يرتبط كل جزيء اغريكان يصبح غليكوز امينوغليكان (GAG) وسلاسل من سلفات الكوندروتين وسلفات الكيراتان. وتسمح الاغريكان العالية سالبة الشحنة، للنواه اللبية بالتضخم عن طريق تشرب الماء. فتنخفض كمية غليكوز امينوغليكان (ولذلك الماء) مع العمر والانتكاسة.

## العلامات السريرية

### الإنفتاق
يطلق عادة على داء القرص التنكسي بالانزلاق الغضروفي ، ويمكن ان يحدث عندما يتم ضغط المادة الهلامية للنواة اللبية ضد الحلقات الليفية المحيطة، مسببة ضغط على العصب القريب كما يمكن لها أن تعطي أعراض عرق النَسا في حالة اعتدائه على جذور عصب النَسا. فهذا القرص ليس تراجع جسدي وانما هو انتفاخات، وعادة ما تكون في اتجاه واحد.

### الانتكاسة
تظهر أعراض انتكاسة القرص قبل عمر 40 عاماً وعلى مستوى واحد أو أكثر بنسبة 25% تقريباً. وبعد عمر 40 عام، تظهر لديهم أعراض انتكاسة القرص من مستوى واحد أو أكثر بنسبة 60% من الأشخاص في التصوير بالرنين المغناطيسي (MRI).
ترجع أحد تأثيرات الشيخوخة وانتكاس القرص إلى بداية جفاف النواة اللبية وإلى نقصان تركيز مادة البروتيوغليكان في المصفوفة وبالتالي يقلل من قوة القرص لامتصاص الصدمة. تقلص حجم القرص عموماً هو المسؤول جزئياً على نقص الطول الشائع خلال تقدم الإنسان بالعمر. ومع تقدم العمر أيضا تضعف الحلقات الليفية وتزيد خطورة التمزق. وأيضا غضروف الصفائح اللانهائية تبدأ تخف، ويبدأ الانشقاق بالتشكل، ويوجد تصلب لعظام تحت الغضاريف. 

### الجنف
أحيانا لا تسبب الآم لبعض الأشخاص، حيث تسبب للبعض الآخر الآم مزمنة. ويمكن لاضطرابات العمود الفقري الأُخرى ان تؤثر في تكوين القرص بين الفقرتين. مثال: من الشائع أن المصاب بالجنف يكون لديه رواسب من الكالسيوم في غضروف الصفائح اللانهائية وأحيانا في القرص نفسه. حيث تكون درجة هرم الخلايا في القرص المنفتق عالية أكثر من القرص غير المنفتق.

### حيز القرص بين الفقرات
يعرف حيز القرص بين القفرات عادة في صور الأشعة السينية بحيز الفقرات المجاورة. في المريض الصحي، هذه التوافق يكون لحجم القرص بين الفقرات. يمكن لحجم الحيز أن يتبدل في الحالات المرضية مثل التهاب القرص (التهاب القرص بين الفقرات)

### ملاحظة املائية
من الناحية التاريخية كلمه حلقة (anulus) كتبت بشكل خاطئ، حيث تم كتابتها هكذا (annulus) ولكن الآن يتم استخدامها كـ (anulus) بما أنها مأخوذة من كلمة لاتينية (ِanus) والتي تعني حلقة.

## صور اضافية

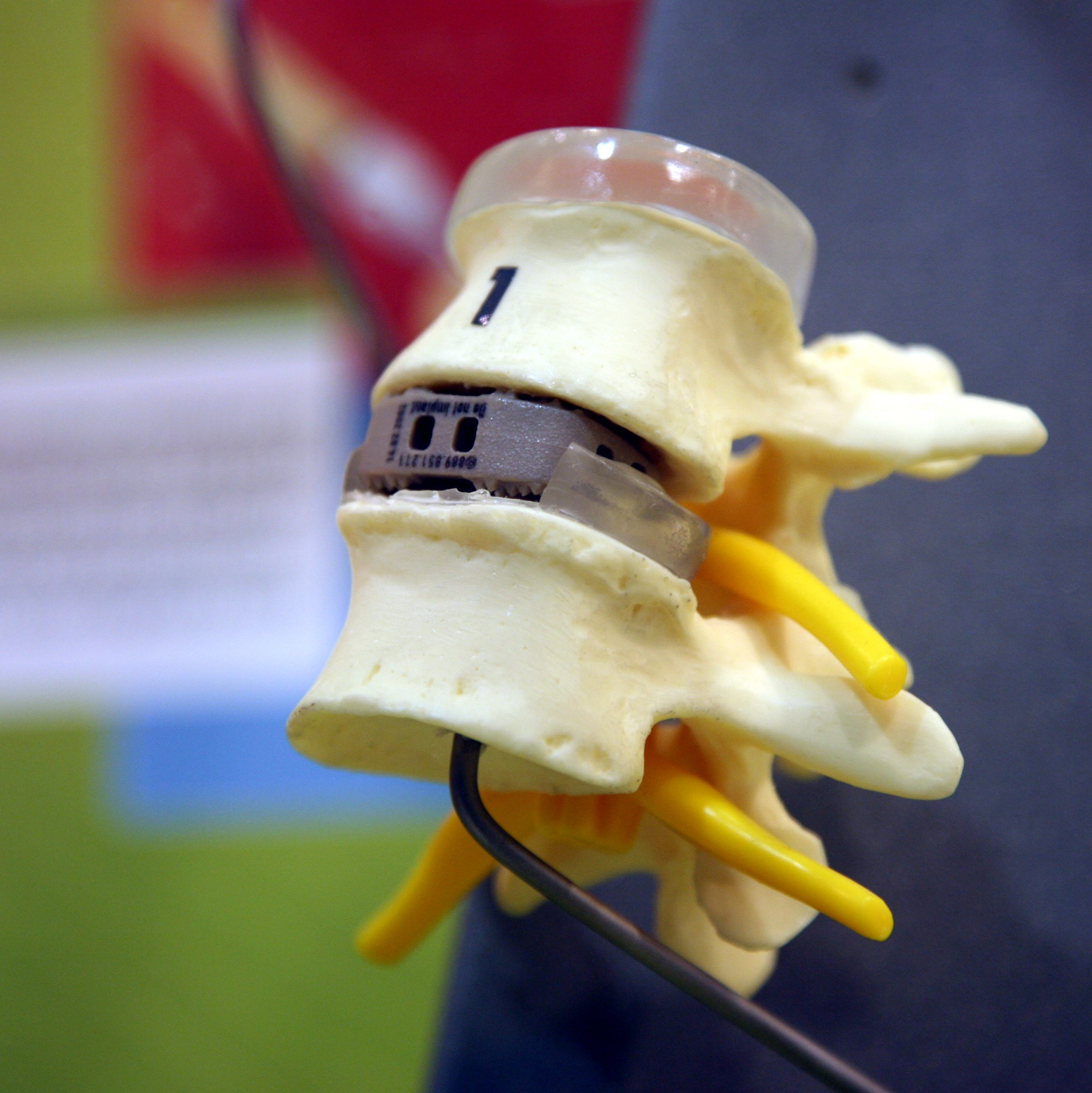
الأقراص الفقرية الاصطناعية.
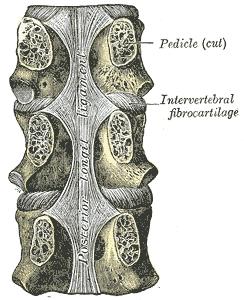
الرباط الخلفي الطولي في منطقة الصدر.
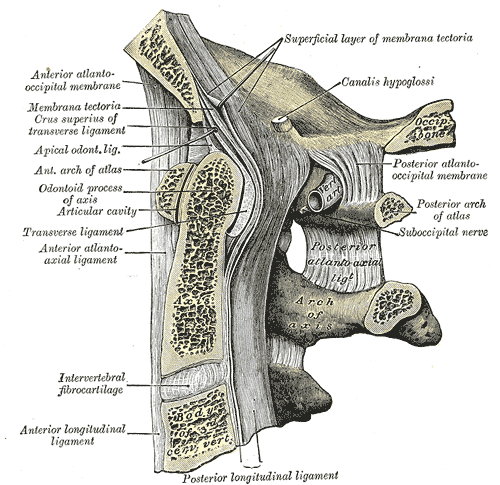
مقطع سهمي وسيط من خلال العظم القذالي وأول ثلاث فقرات عنقية.
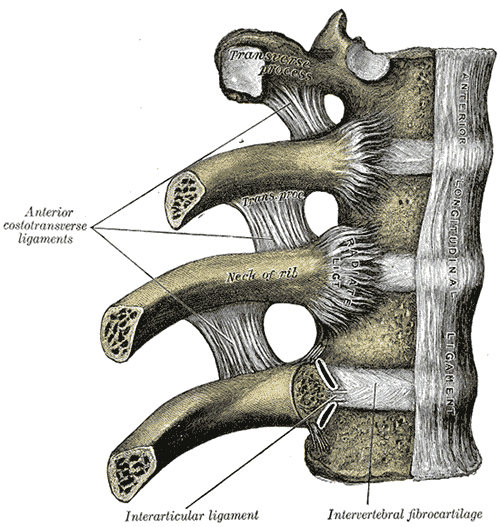
المفاصل الضلعية الفقرية.
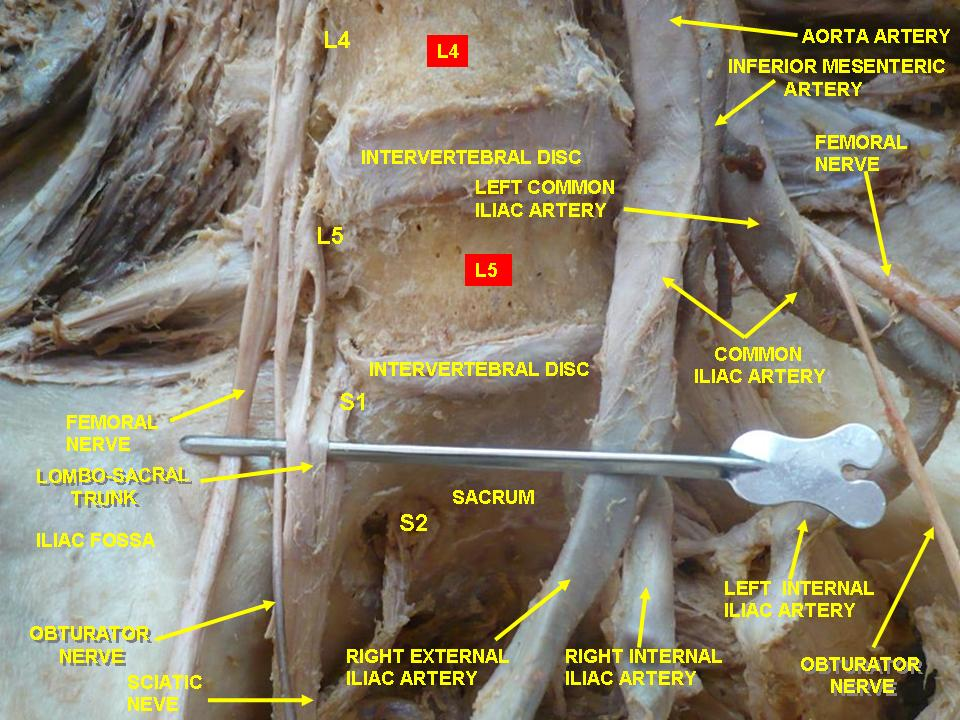
ضفيرة عجزية أسفل الظهر. تشريح عميق.
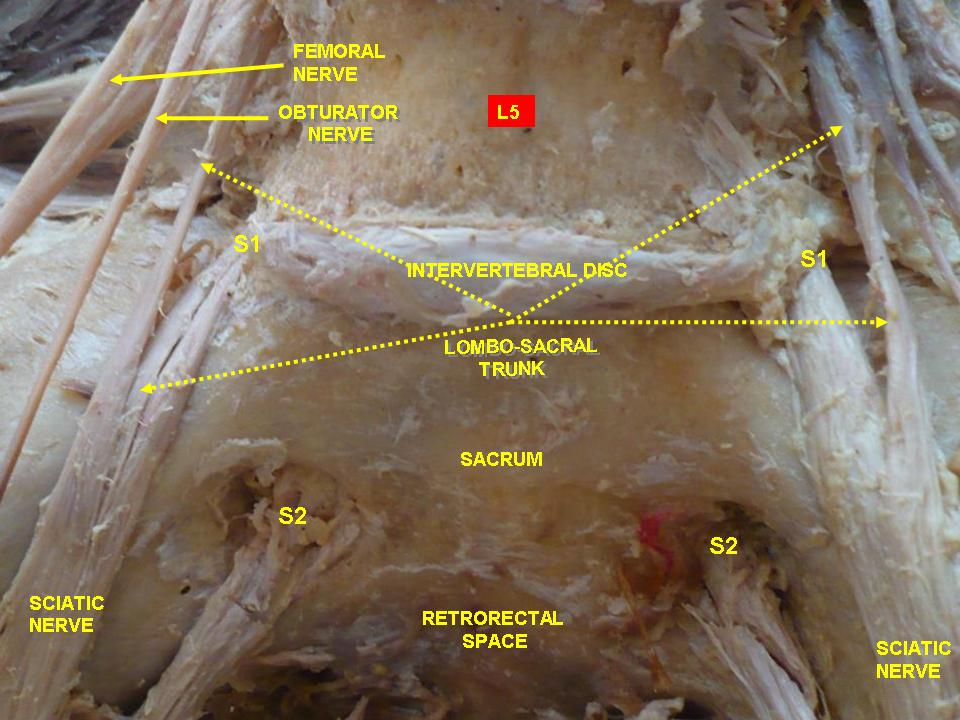
ضفيرة عجزية أسفل الظهر. تشريح عميق.

## روابط اضافية
- Intervertebral Discs
- Spinal Disc Summary
- مقطع عرضي - مختبر التلدين، جامعة فيينا الطبية. pembody/body12a
- From Occiput to Coccyx